# Arthur Drewry
Arthur Drewry (ur. 3 marca 1891 w Grimsby,  zm. 25 marca 1961) – angielski działacz sportowy, przewodniczący FIFA w latach 1955–1961.
Od 1946 był wiceprzewodniczącym międzynarodowej federacji piłkarskiej FIFA oraz członkiem Komitetu Wykonawczego FIFA; przed mistrzostwami świata w piłce nożnej 1950 kierował komisją selekcyjną reprezentacji Anglii. 9 czerwca 1956 wybrany na kongresie FIFA w Lizbonie na piątego przewodniczącego federacji. Kierował FIFA do końca życia. Na piłkarskich mistrzostwach świata w 1958 był przewodniczącym jury d'appelle.